# Cornel Albu
Cornel Albu (n. 31 ianuarie 1880, Mânerău - d.  Șiria ) a fost un delegat în Marea Adunare Națională de la Alba Iulia, organismul legislativ reprezentativ al „tuturor românilor din Transilvania, Banat și Țara Ungurească”, cel care a adoptat hotărârea privind Unirea Transilvaniei cu România, la 1 decembrie 1918.

## Biografie
A urmat cursurile la Facultatea de Drept din Budapesta.
A fost avocat și în această calitate a îndeplinit funcția de secretar în statul major al Gărzilor Naționale Române pentru Transilvania și Ungaria. După Marea Unire de la 1918 a fost avocat în Reghinul Săsesc și în Arad (1930-1939), apoi notar public în Șiria.

## Activitatea politică

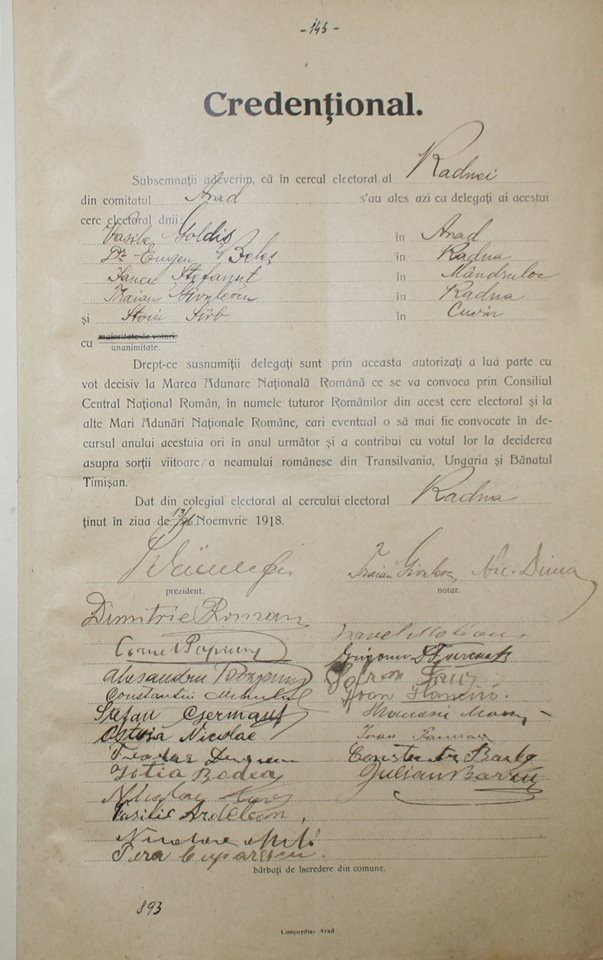
Credențional

A fost delegat titlular al cercului electoral Arad.  Marea Adunare Națională de la Alba Iulia.